# استان بالدیبیا
والدیویا (به اسپانیایی: Valdivia ) (تلفظ اسپانیولی: [balˈd̪iβja]) یکی از شهرهای های شیلی است که در منطقه لوس ریوس واقع شده‌است. تام شهر از نام موسس اسپانیایی آن پدرو دِ والدیویا گرفته شده است. 

## خصوصیات
والدیویا ۱۰٬۱۹۷٫۲ کیلومترمربع مساحت و ۲۷۲٬۵۲۷ نفر جمعیت دارد.